# Kabinett Blum I

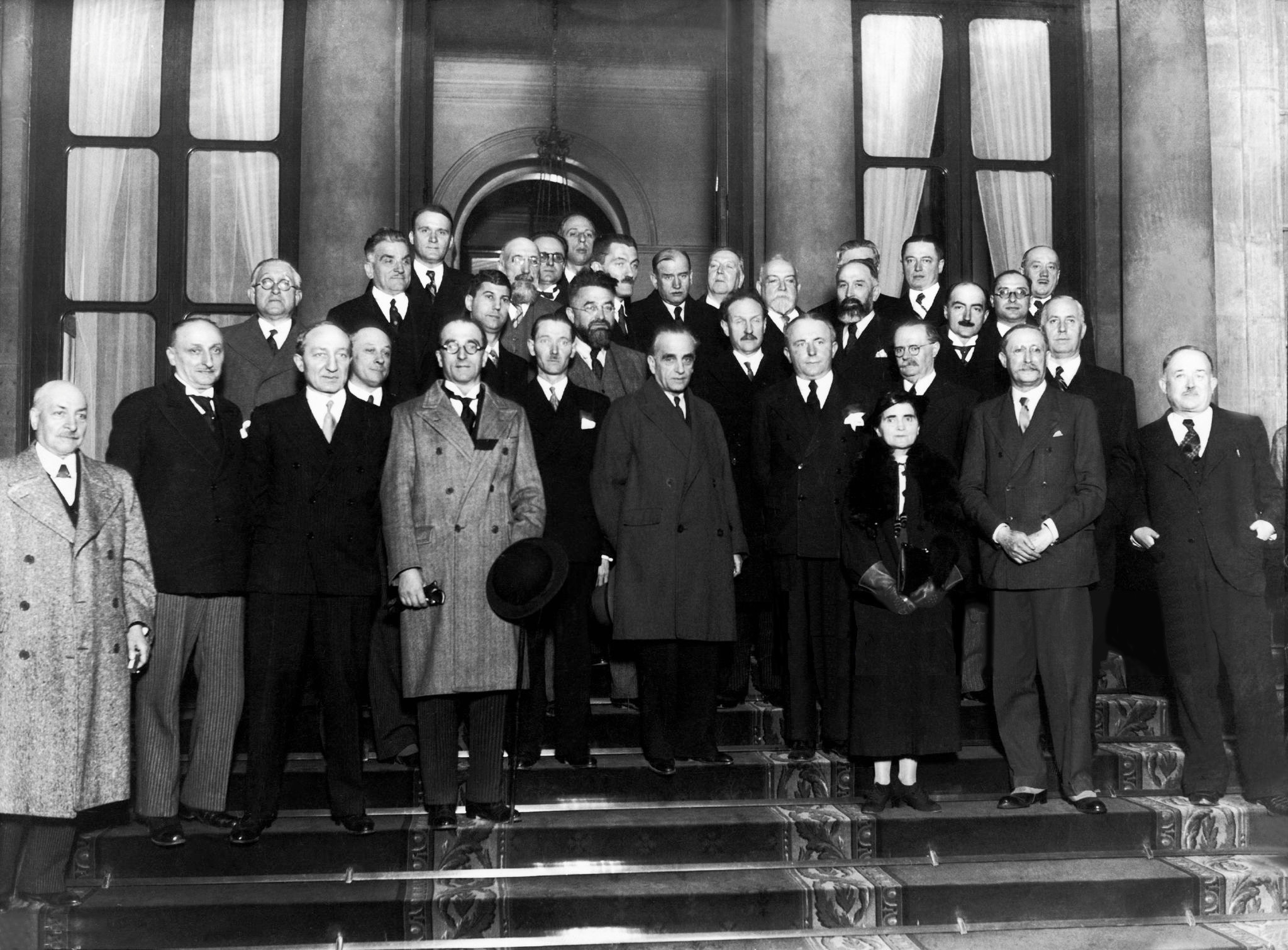
Kabinett Léon Blum, Juni 1936

Das erste Kabinett Blum war eine Regierung der Dritten Französischen Republik. Es wurde am 4. Juni 1936 von Premierminister (Président du Conseil) Léon Blum gebildet und löste das Kabinett Sarraut II ab. Es blieb bis zum 21. Juni 1937 im Amt und wurde vom Kabinett Chautemps III abgelöst.
Dem Kabinett gehörten Vertreter der Front populaire an: Parti républicain, radical et radical-socialiste (PRRRS), Section française de l’Internationale ouvrière (SFIO) und Union socialiste républicaine USR.

## Kabinett
Diese Minister bildeten das Kabinett:
- Premierminister: Léon Blum (SFIO)
- Vizepräsident: Édouard Daladier (PRRRS)
- Ministre d’État: Camille Chautemps (PRRRS)
- Ministre d’État: Maurice Viollette (USR)
- Ministre d’État: Paul Faure (SFIO)
- Verteidigungs- und Kriegsminister: Édouard Daladier
- Justizminister: Marc Rucart[1] (PRRRS)
- Minister des Inneren: Roger Salengro (SFIO)
  - ab 24. November 1936: Marx Dormoy (SFIO)
- Außenminister: Yvon Delbos (PRRRS)
- Finanzminister: Vincent Auriol (SFIO)
- Minister für die Marine: Alphonse Gasnier-Duparc[2] (USR)
- Minister für Luftfahrt: Pierre Cot (PRRRS)
- Bildungsminister: Jean Zay (PRRRS)
- Minister für Volkswirtschaft: Charles Spinasse[3] (SFIO)
- Minister für öffentliche Arbeiten: Albert Bedouce[4] (SFIO)
- Minister für Handel: Paul Bastid (PRRRS)
- Landwirtschaftsminister: Georges Monnet[5] (SFIO)
- Minister für Kolonien: Marius Moutet[6] (SFIO)
- Minister für Arbeit: Jean-Baptiste Lebas (SFIO)
- Minister für Renten: Albert Rivière[7] (SFIO)
- Minister für Post, Telegraphie und Telefonie: Robert Jardillier[8] (SFIO)
- Minister für öffentliche Gesundheit: Henri Sellier (SFIO)

### Unterstaatssekretäre
Dem Kabinett gehörten folgende Sous-secrétaires d’État an:
- Premierminister (bis 24. November 1936): Max Dormoy
- Premierminister: François de Tessan[9] (PRRRS)
- Premierminister (ab 26. Mai 1937): Jules Moch[10] (SFIO)
- Innenministerium: Raoul Aubaud[11] (PRRRS)
- Außenministerium: Pierre Viénot[12] (USR)
- Landwirtschaftsministerium: André Liautey[13] (PRRRS)
- Kriegsministerium: François Blancho[14] (SFIO)
- Bildungsministerium: Cécile Brunschvicg PRRRS
- Bildungsministerium, zuständig für wissenschaftliche Forschung (bis 28. September 1936): Irène Joliot-Curie
  - ab 28. September 1936: Jean Perrin
- Bildungsministerium; zuständig für technische Ausbildung: Alfred Jules-Julien[15] (PRRRS)
- Ministerium für öffentliche Arbeiten; zuständig für die Handelsmarine: Henri Tasso[16] (SFIO)
- Bergbau, Elektrizität und flüssige Brennstoffe: Paul Ramadier (USR)
- Ministerium für öffentliche Gesundheit; zuständig für körperliche Erziehung: Pierre Dézarnaulds[17] (PRRRS)
- Ministerium für öffentliche Gesundheit; zuständig für Kinderschutz: Suzanne Lacore (SFIO)
- Ministerium für öffentliche Gesundheit; zuständig für die Organisation von Freizeit und Sport: Léo Lagrange (SFIO)

## Verfolgung
Mehrere Minister des Kabinetts wurden von französischen Rechten oder deutschen Truppen in der Folgezeit inhaftiert, getötet oder in den Tod getrieben:
- Léon Blum: von 1943 bis 1945 im Konzentrationslager Buchenwald inhaftiert;
- Édouard Daladier: von 1943 bis 1945 auf Schloss Itter interniert;
- Maurice Viollette: 1941 verhaftet und unter Hausarrest gestellt;
- Roger Salengro: 1936 durch eine Verleumdungskampagne französischer Rechter zum Selbstmord getrieben;
- Marx Dormoy: 1941 von französischen Rechten ermordet;
- Yvon Delbos: von 1943 bis 1945 im Konzentrationslager Sachsenhausen inhaftiert;
- Jean Zay: 1940 bis 1944 inhaftiert, 1944 von der Vichy-Miliz ermordet;
- Jean-Baptiste Lebas: ab 1941 in Haft, von 1942 bis 1944 im KZ Sonnenburg, dort verstorben;
- Henri Sellier, von Juni bis Juli 1941 im KZ Royallieu in Haft.
- François de Tessan, 1942 verhaftet, ab 1943 im Lager Compiègne-Royaldieu und ab 1944 im Konzentrationslager Buchenwald inhaftiert.
- Pierre Viénot, 1942 verhaftet und unter Hausarrest gestellt.

## Historische Einordnung
Die Volksfrontregierung war die erste sozialistische Regierung Frankreichs. Die Kommunisten waren nicht in der Regierung vertreten, unterstützten sie aber. Die Regierung verfügte nach der Wahl von April und Mai 1936 über 386 der 610 Sitze in der Abgeordnetenkammer. Der Beginn der Regierung wurde von einer Streikwelle begleitet.
Zum ersten Mal waren Frauen als Unterstaatssekretärinnen Teil der Regierung (wie alle Französinnen damals waren sie weder wahlberechtigt noch wählbar): Cécile Brunschvicg für das Bildungswesen, Irène Joliot-Curie für die wissenschaftliche Forschung und Suzanne Lacore für den Kinderschutz. Sie sprachen nie im Plenarsaal.
Am 8. Juni 1936 wurde zwischen den Arbeitgebern und den Gewerkschaften die Vereinbarungen von Matignon abgeschlossen. Sie sahen die Erstellung von Kollektivverträgen, die freie Ausübung des Gewerkschaftsrechts und die Schaffung von geheim gewählten Personalvertretern vor.
Am 9. Juni 1936 legte die Regierung dem Parlament mehrere Gesetzentwürfe vor, die alle verabschiedet wurden:
- Die 40-Stunden-Woche;[19]
- das Gesetz über einen bezahlten Jahresurlaub von 15 Tagen;[20]
- Gesetz über den Kollektivvertrag.[21]

Am 18. Juni 1936 löste die Regierung auf Antrag Roger Salernos verschiedene rechte Organisationen auf, darunter das Croix de Feu. François de La Rocque gründet daraufhin die Parti social français, Jacques Doriot die Parti populaire français.
Ab Juni wurden Teile der Kriegsindustrie verstaatlicht. Am 23. Juli erhielt die Banque de France ein neues Statut, das zwar eine Verstaatlichung umging, aber die Regierungskontrolle verstärkte. Die Schulpflicht wurde um ein Jahr auf 14 Jahre verlängert.
Im Juli sprach sich die Abgeordnetenkammer einstimmig für die Einführung des Frauenwahlrechts aus; der Sénat befasste sich jedoch nie mit dem Text.
Im Spanischen Bürgerkrieg entschied sich die Volksfrontregierung für eine weitgehende Nichteinmischung; lediglich 144 Flugzeuge wurden an die Republikaner geliefert und der Transport sowjetischer Waffen durch Frankreich wurde erlaubt.
Am 7. September 1936 folgte die Regierung dem Vorschlag des Verteidigungsministers Daladier, der Ausgaben in Höhe von 14 Milliarden Francs für die Produktion moderner Waffen veranlasste und den vom Luftfahrtminister Pierre Cot entwickelten Plan zum Bau von 1500 Kampfflugzeugen bestätigte. Die Regierung leitete also angesichts der Bedrohung durch Hitler eine Aufrüstungspolitik ein und bewilligte 21 Milliarden Kredite über vier Jahre.
Am 17. November 1936 tötete sich Innenminister Roger Salengro selbst, nachdem Rechtsradikale eine Verleumdungskampagne mit falschen Anschuldigungen gegen ihn geführt hatten.
Zum 1. Oktober 1936 verließ Frankreich den Goldstandard und wertete den Franc ab. Der Poincaré-Franc, der noch einen Wert von 65 mg Gold hatte, wurde durch den Auriol-Franc ersetzt, dessen Gegenwert unter 50 mg Gold betrug.
Am 13. Februar 1937 kündigte Léon Blum im Radio wegen der anhalten wirtschaftlichen Probleme eine Reformpause an.
Es kam immer häufiger zu gewaltsamen Ausschreitungen und zu Auseinandersetzungen zwischen der Polizei und linksradikalen Gruppen; bei Schießereien in Clichy und Sedan gibt es mehrere Tote.
Am 21. und 22. Juni 1937 erteilte die Abgeordnetenkammer der Regierung finanzielle Vollmachten insbesondere zur Einführung von Devisenkontrollen. Der Senat lehnte dies ab und die Regierung trat zurück.